# التنوع النباتي في إيطاليا

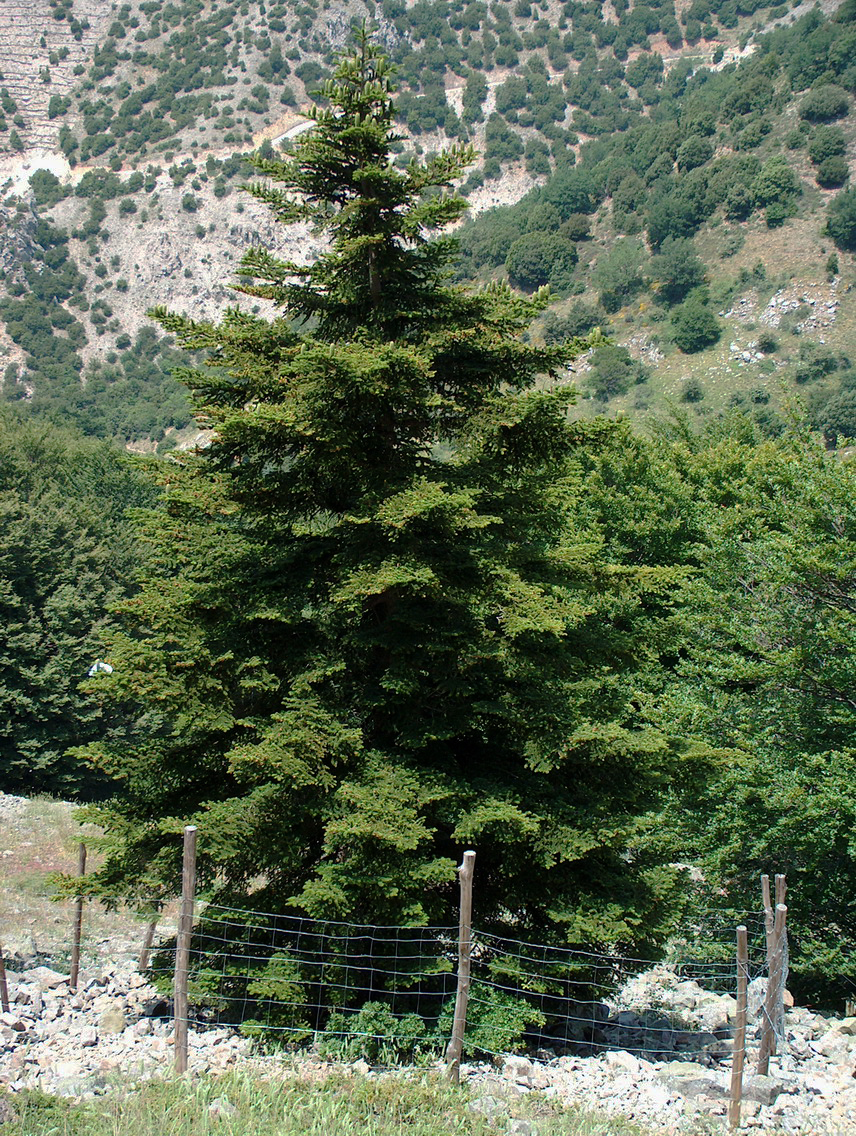
التنوب الصقلي، إحدى الأشجار المهددة بالانقراض وموئلها الأصلي صقلية

النباتات في إيطاليا هي الأغنى في أوروبا. تقليدياً تشير التقديرات تشير إلى أن إيطاليا تضم حوالي 5500 نوع من النباتات الوعائية. مع ذلك وابتداء من سنة 2004 تم تسجيل 6759 نوعاً في بنك بيانات النباتات الوعائية الإيطالية. نحو 700 منها مستوطنة في البلاد. أما من ناحية التوزع النباتي الجغرافي تتشارك إيطاليا نباتاتها مع مناطق أخرى شبيهة في حوض البحر الأبيض المتوسط. وفقا ًلمؤشر أعدته وزارة البيئة الإيطالية في عام 2001، هناك 274 نوع من النباتات الوعائية المحمية.